# NGC 7025
NGC 7025 ist eine Spiralgalaxie vom Hubble-Typ Sa im Sternbild Delfin am Nordsternhimmel. Sie ist schätzungsweise 231 Millionen Lichtjahre von der Milchstraße entfernt.
Das Objekt wurde am 17. September 1863 von Albert Marth entdeckt.